# Valea Rusului, Fălești
Valea Rusului este un sat situat în vestul Republicii Moldova, în raionul Fălești. Administrativ aparține de comuna Pruteni. La recensământul din 2004 avea o populație de 689 locuitori.

## Biserica din localitate

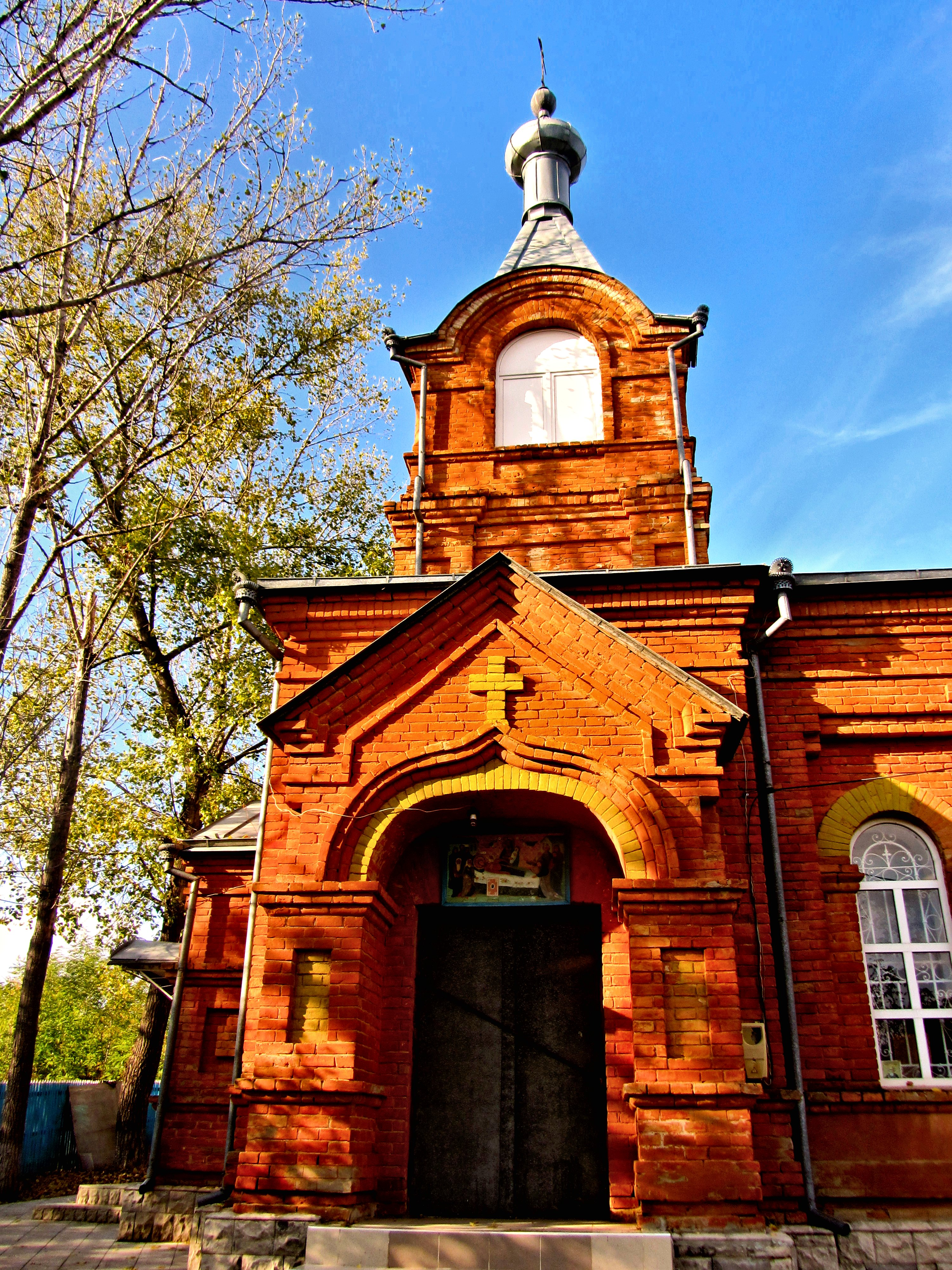
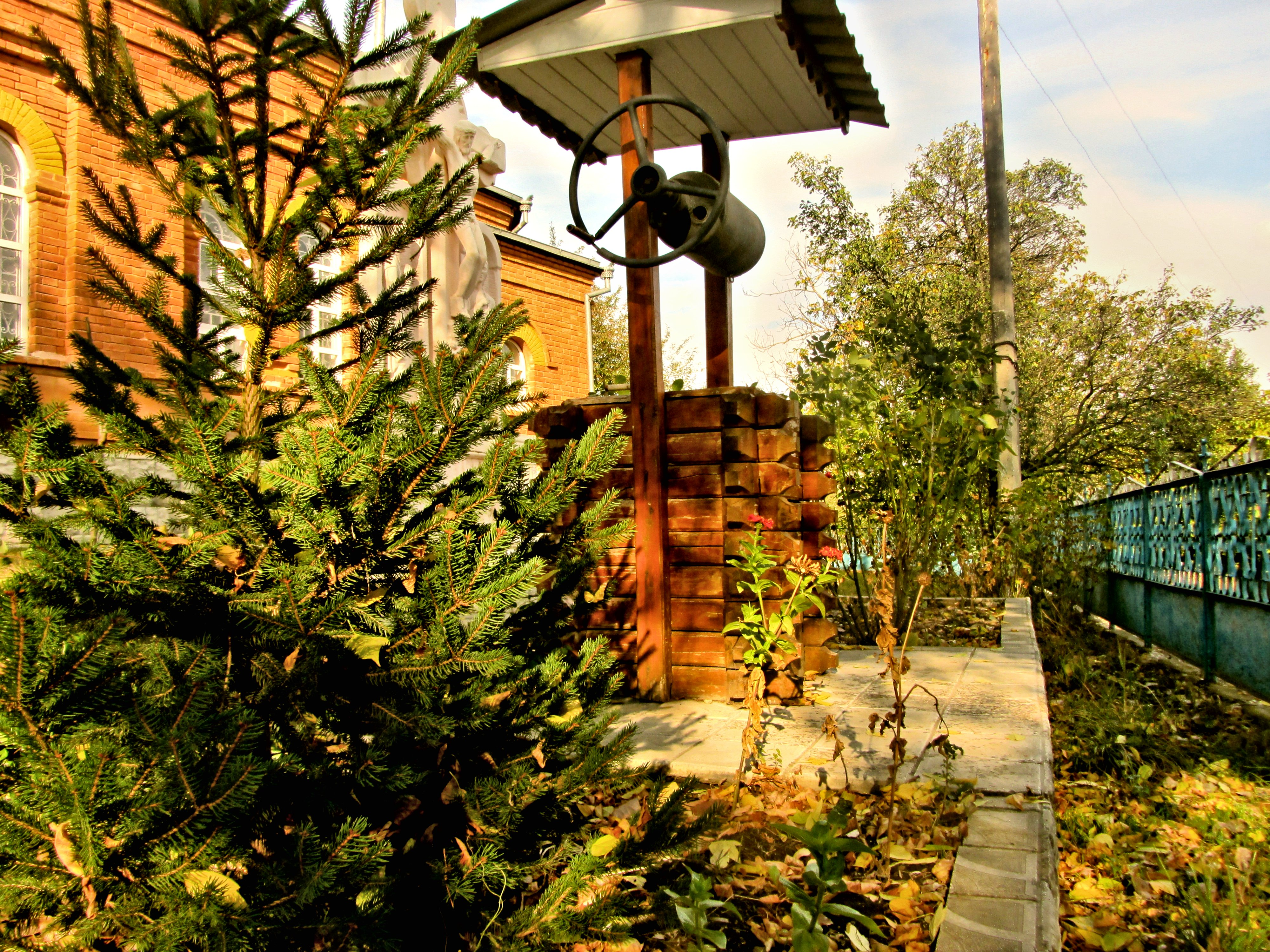